# Památník Sovětské armádě v Sofii
Památník Sovětské armádě (bulharsky Паметник на Съветската армия) stojí v Sofii na Bulváru Cara Osvoboditele nedaleko Orlovova mostu a Sofijské univerzity. Oblíbené místo, kde se shromažďuje mládež, je obklopeno rozsáhlým parkem. Památník představuje vojáka sovětské armády provázeného ženou s dítětem na rukou a dělníkem. Sochy stojí na piedestalu vysokém 37 m. Ústřední pomník doplněný dalšími plastikami byl postaven v roce 1954.

## Popart
Neznámí umělci 17. června 2011 přemalovali vojáky Sovětské armády do podoby amerických komiksových postav: Superman, Joker, Robin, Captain America, Ronald McDonald, Santa Claus, Wolverine, The Mask a Wonder Woman. A přidali nápis „В крак с времето“ (česky: V souladu s dobou). Pomník byl očištěn v pozdních hodinách 20. června 2011.
Událost byla zachycena v krátkém filmu In Step With The Time režírovaném Antonem Partalevem, který obsahuje i rozhovory s anonymními tvůrci. Dokument získal na filmovém festivalu 2013 IN OUT FESTIVAL v Polsku druhou cenu.

### Anti-ACTA
Památník se opět stal základem pro umělecké vyjádření 10. února 2012, kdy tváře vojáků skryly masky Guye Fawkese. Jejich fotografie oblétla Bulharsko a byla pozvánkou na anti-ACTA protesty, které proběhly 11. února 2012.

### Další protesty
V srpnu 2012 byl pomník opatřen maskami členek skupiny Pussy Riot na protest proti jejich uvěznění.
V den památky obětem komunismu 1. února 2013 byly tři postavy přemalovány barvami bulharské vlajky bílou, červenou a zelenou.
K výročí invaze vojsk Varšavské smlouvy do Československa přemaloval neznámý umělec 21. srpna 2013 památník růžovou barvou a doplnil jej nápisy: „Bulharsko se omlouvá“ a „България се извинява!!!“.
Památník byl znovu pomalován 23. února 2014, neznámý umělec tentokrát zvolil ukrajinské národní barvy a přidal nápisy „Cлава Україні“. Další nápis byl doplněn 2. března: bulharsky Долу ръцете от Украйна (Ruce pryč od Ukrajiny).
Dne 13. prosince 2023 bylo zahájeno snášení památníku.

## Galerie

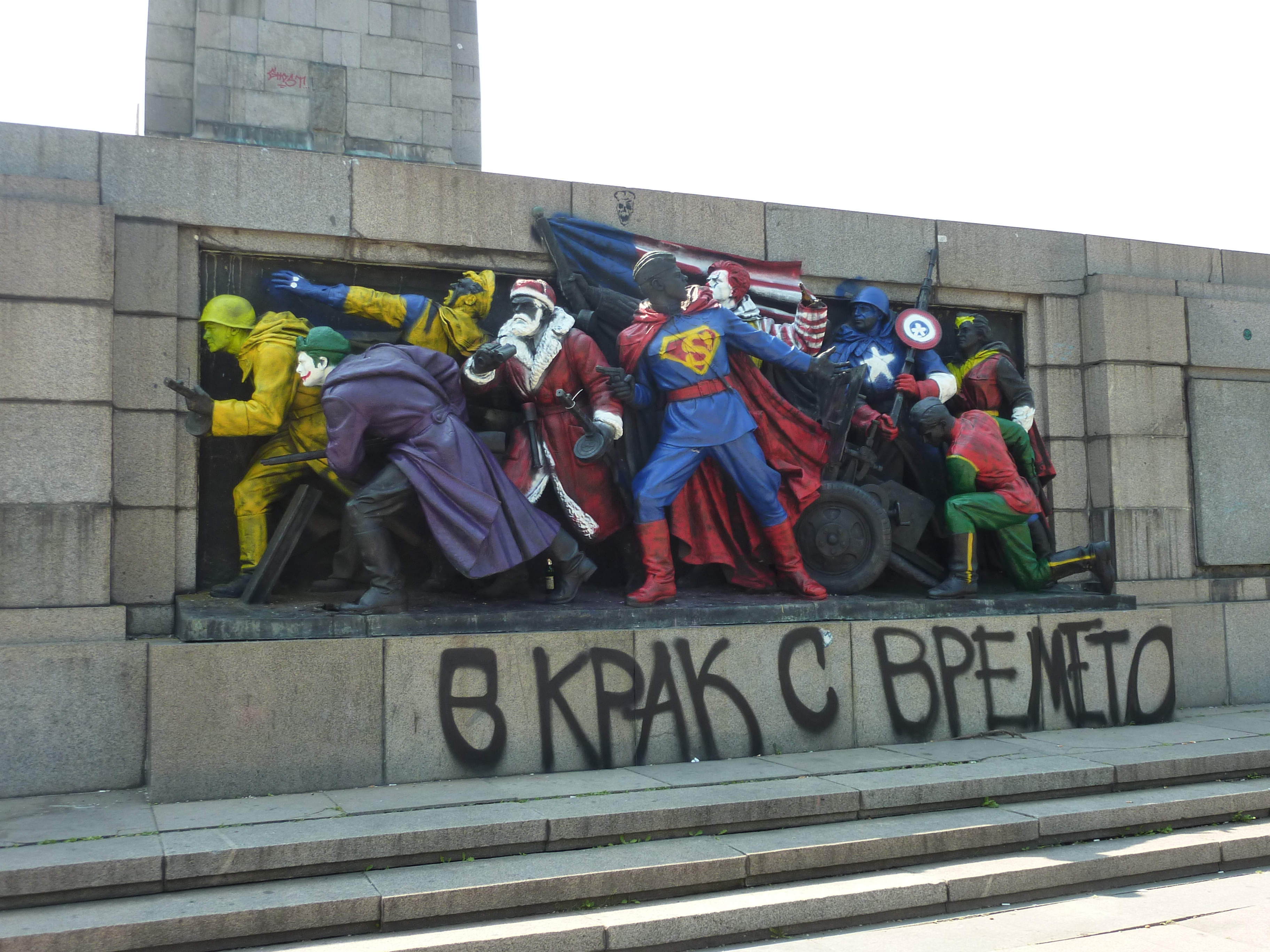
V červnu 2011 na sebe vojáci vzali podobu komiksových postav
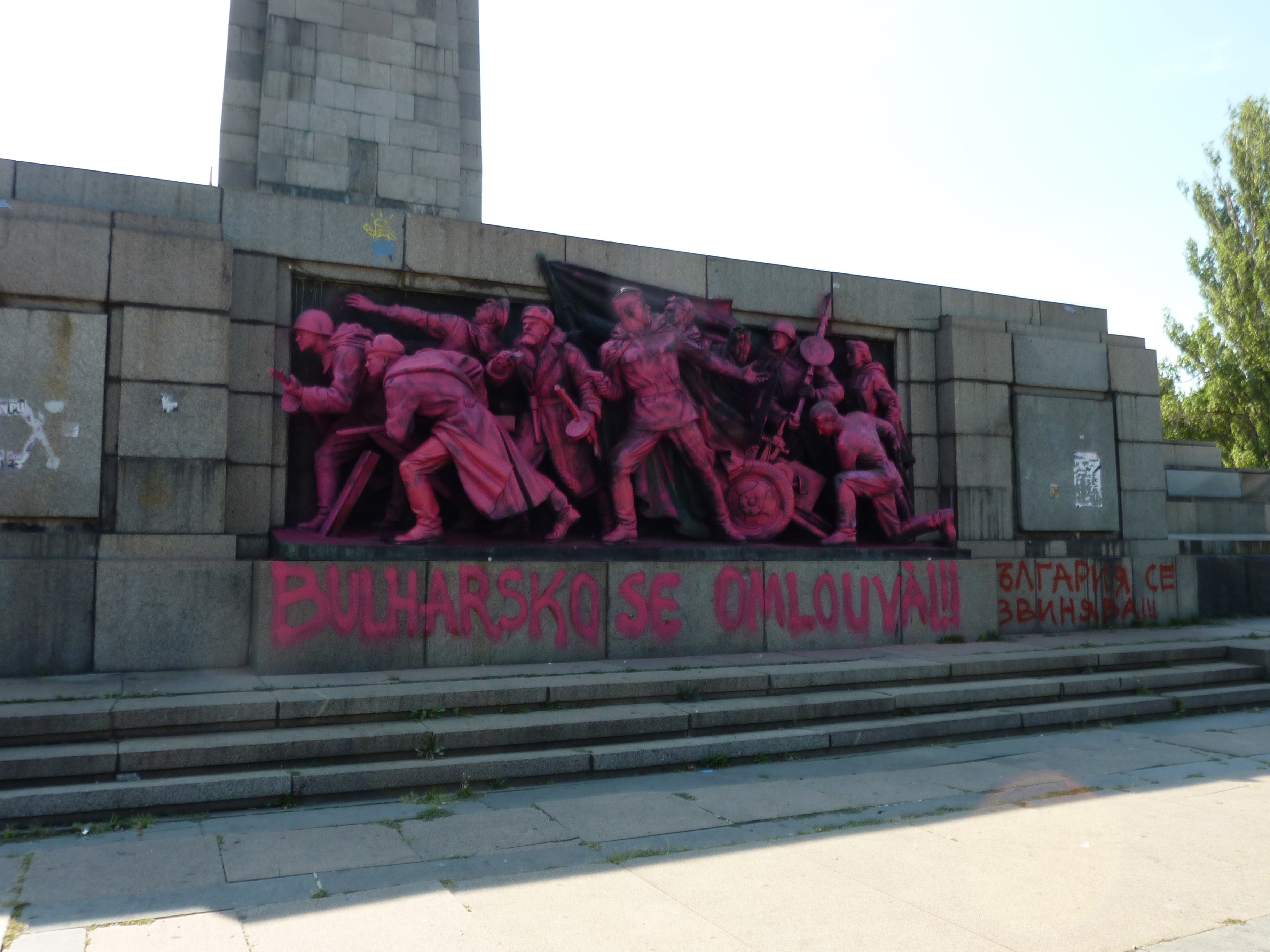
Památník Sovětské armádě v růžové, nápis Bulharsko se omlouvá, srpen 2013
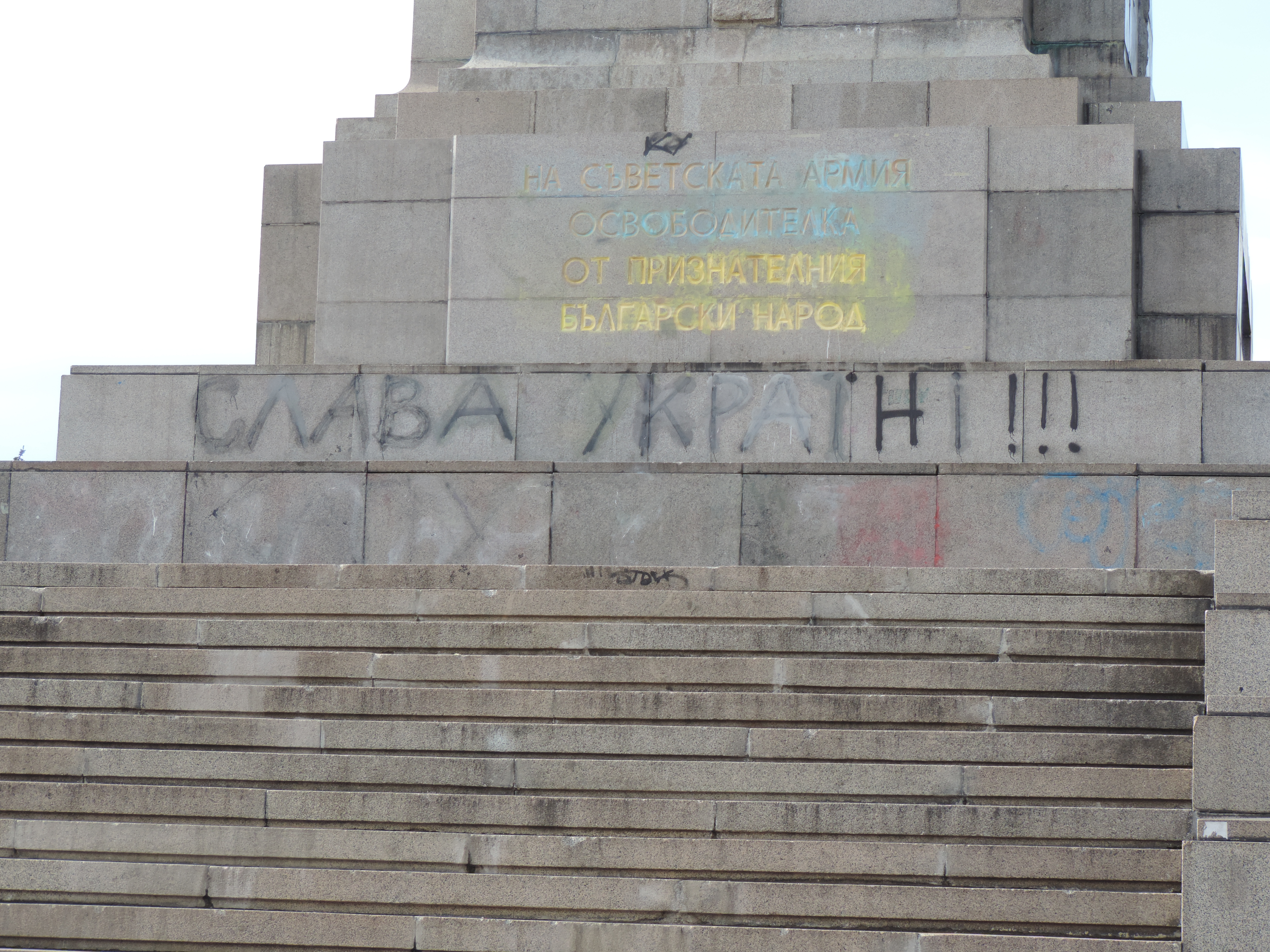
23. února 2014: „Cлава Україні“
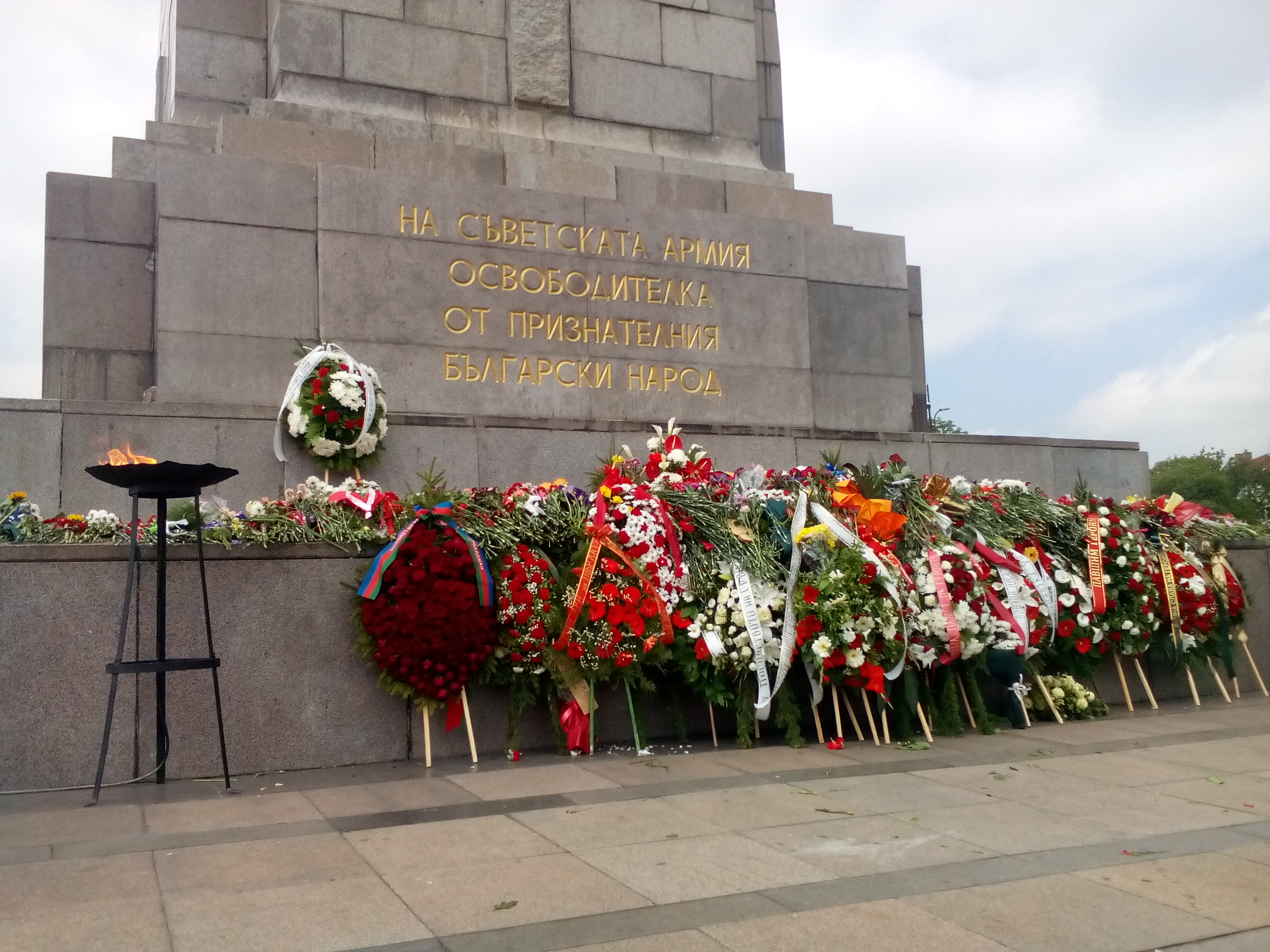
Věnce a květiny 9. května 2016
Likvidace památníku, 14. prosince 2023